# 基什勒德
基什勒德，是匈牙利维斯普雷姆州所辖的一个村，总面积38.18平方公里，总人口1211，人口密度31.7人/平方公里（2010年1月1日）。